# Třída Avenger
Třída Avenger je třída minolovek Námořnictva Spojených států amerických. V letech 1987–1994 bylo do služby zařazeno celkem 14 jednotek této třídy. Roku 2013 byla jedna minolovka zničení najetím na útes. Roku 2014 byly vyřazeny další dvě jednotky.

## Stavba
Stavbu 14 jednotek této třídy si rozdělila dvojice loděnic – Marinette Marine Corporation a Peterson Ship Builders, obě sídlící ve Wisconsinu.
Jednotky třídy Osprey:
| Jméno                  | Spuštění na vodu   | Dokončení         | Status                                             |
| ---------------------- | ------------------ | ----------------- | -------------------------------------------------- |
| USS Avenger (MCM-1)    | 15. června 1985    | 12. září 1987     | vyřazena 30. září 2014                             |
| USS Defender (MCM-2)   | 4. dubna 1987      | 30. září 1989     | vyřazena 1. října 2014                             |
| USS Sentry (MCM-3)     | 20. září 1986      | 2. září 1989      | aktivní                                            |
| USS Champion (MCM-4)   | 15. dubna 1989     | 8. února 1991     | vyřazena 25. srpna 2020                            |
| USS Guardian (MCM-5)   | 20. června 1987    | 16. prosince 1989 | Dne 17. ledna 2013 ztroskotala na útesu, vyřazena. |
| USS Devastator (MCM-6) | 11. června 1988    | 6. října 1990     | aktivní                                            |
| USS Patriot (MCM-7)    | 15. května 1990    | 13. prosince 1991 | aktivní                                            |
| USS Scout (MCM-8)      | 20. května 1989    | 15. prosince 1990 | vyřazena 26. srpna 2020                            |
| USS Pioneer (MCM-9)    | 25. srpna 1990     | 7. prosince 1992  | aktivní                                            |
| USS Warrior (MCM-10)   | 8. prosince 1990   | 7. dubna 1993     | aktivní                                            |
| USS Gladiator (MCM-11) | 29. června 1991    | 18. září 1993     | aktivní                                            |
| USS Ardent (MCM-12)    | 16. listopadu 1991 | 18. února 1994    | vyřazena 27. srpna 2020                            |
| USS Dextrous (MCM-13)  | 20. června 1992    | 9. července 1994  | aktivní                                            |
| USS Chief (MCM-14)     | 12. června 1993    | 5. listopadu 1994 | aktivní                                            |

## Konstrukce

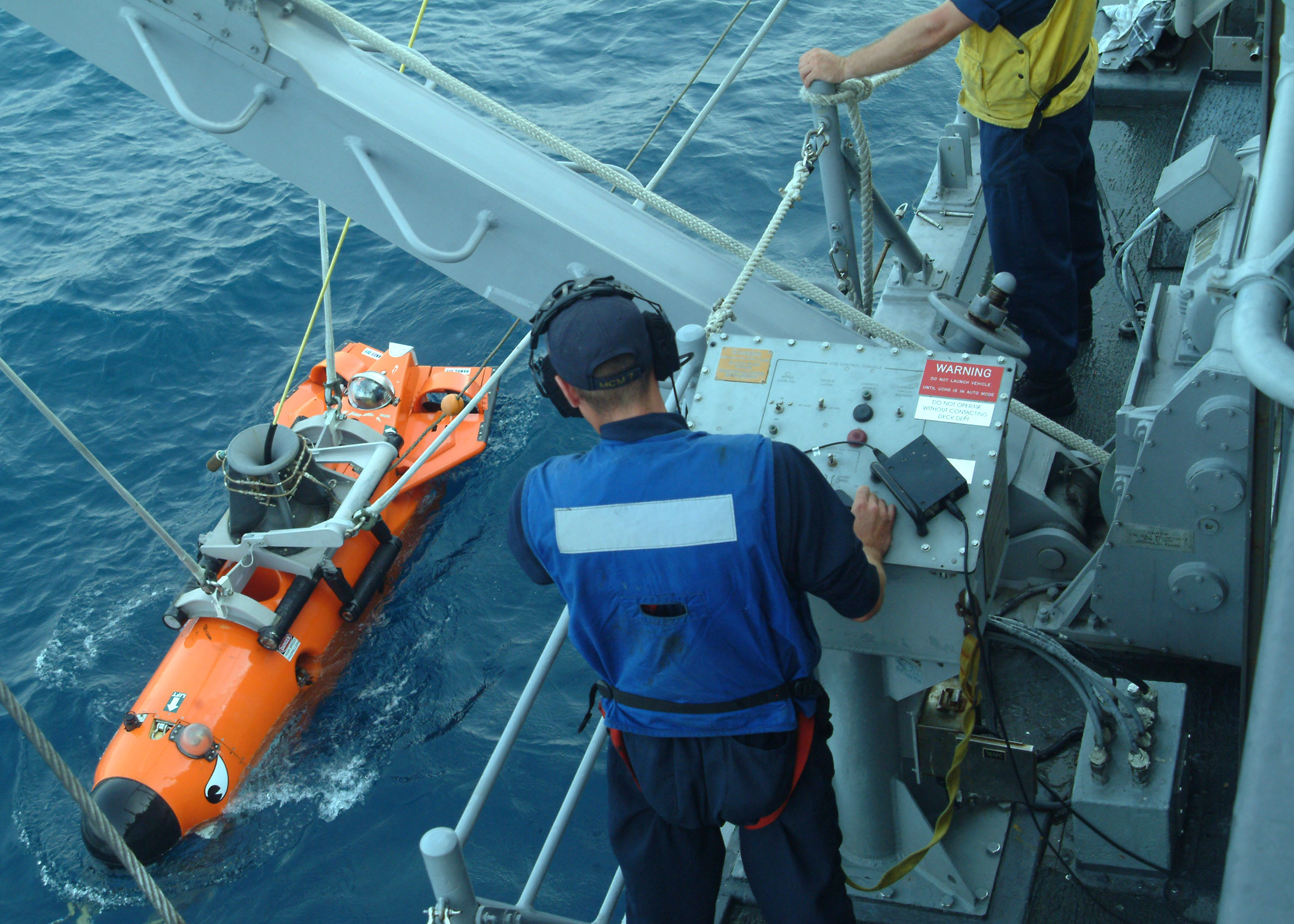
Minolovka Patriot s prostředkem AN/SLQ-48

Lodě mají dřevěnou konstrukci krytou laminátem. Díky tomu mají jen malou magnetickou stopu. Na palubě nesou sonar typu AN/SQQ-32 a radar typu AN/SPS-73. Obrannou výzbroj tvoří dva 12,7mm kulomety. K vyhledávání, klasifikaci a ničení min na dně slouží dálkově ovládaný systém AN/SLQ-48. Je vybavený sonarem, televizním systémem, střihačem kabelů a náložemi k ničení min. S minolovkou ho spojuje 1070 metrů dlouhý kabel. Naopak dálkově ovládaný systém EX116 ničí ukotvené miny. Pohonný systém tvoří čtyři diesely ID 36SS6V. Lodní šrouby jsou dva. Nejvyšší rychlost dosahuje 14 uzlů.

## Operační služba

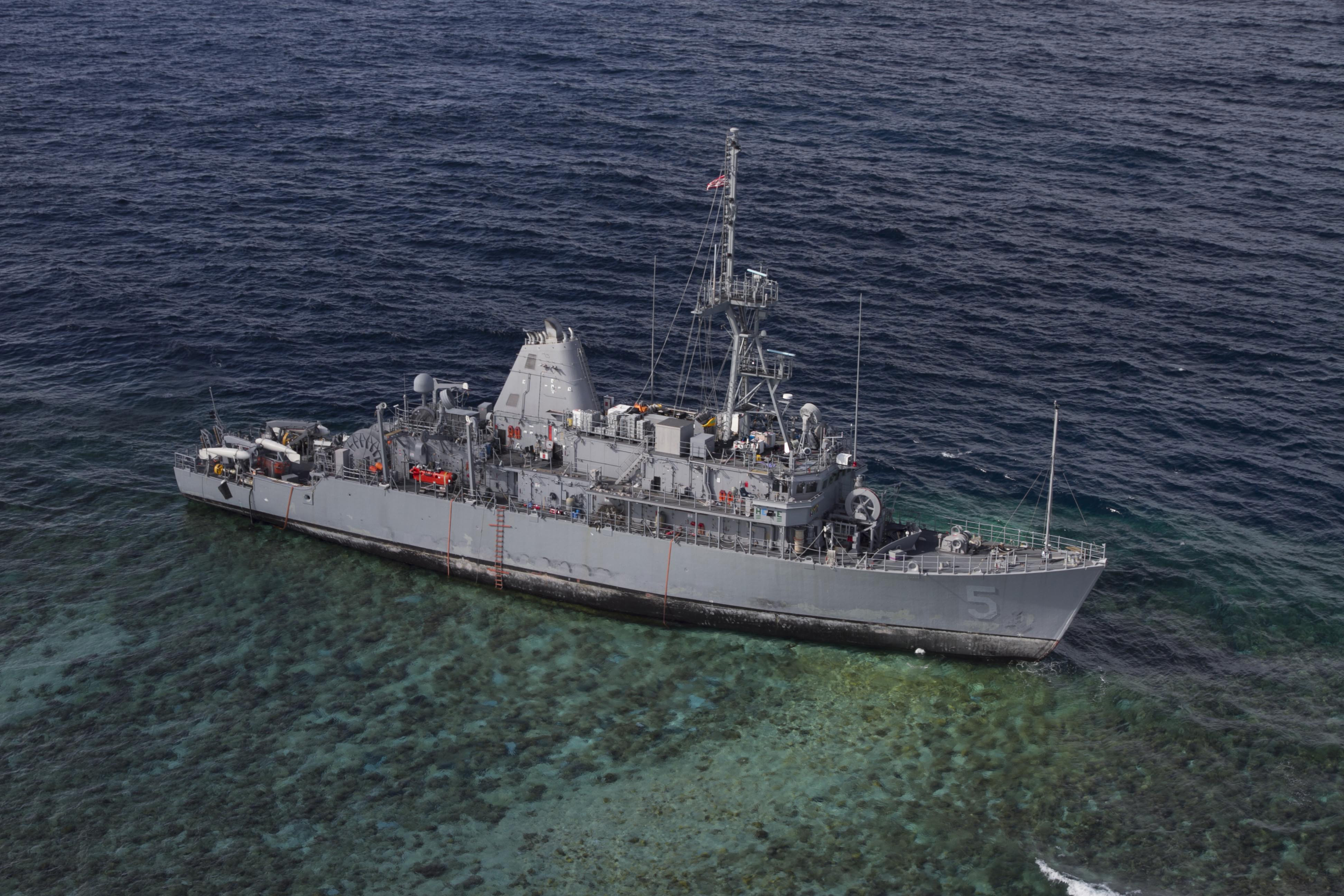
Minolovka Guardian uvázlá na korálovém útesu

Minolovka USS Guardian (MCM-5) ztroskotala 17. ledna 2013 na korálovém útesu východně od filipínského ostrova Palawan. Americké námořnictvo uvedlo, že nenašlo způsob, jak plavidlo šetrně odstranit z korálového útesu a proto se jí rozhodlo přímo na místě rozřezat.